# Game of Thrones: Temporada 2 (banda sonora)
Game of Thrones: Season 2 es la banda sonora de la segunda temporada de la serie Game of Thrones emitida por el canal televisivo HBO. Compuesta por Ramin Djawadi, fue lanzada el 19 de junio de 2012. Fue interpretada por la Orquesta Filarmónica Checa y Coros, y grabada en la sala de conciertos del Rudolfinum en Praga.

## Recepción
Revisada nuevamente por Tracksounds's, determinó que tenía una puntuación poco más que adecuada. Notando una falta de desarrollo temático o impulso dramático, el revisor, sin embargo, apreció los momentos más tenues de la partitura, que consideró menos forzados que el resto de la pista..

## Premios y nominaciones
| Año  | Premio       | Categoría             | Nominaciones | Resultado | Ref.  |
| ---- | ------------ | --------------------- | ------------ | --------- | ----- |
| 2012 | ASCAP Awards | Top Television Series |              |           | [ 3 ] |